# داگ شاتلس
داگ شاتلس (انگلیسی: Doug Suttles) کارآفرین، بازرگان و مدیر ارشد اجرایی کانادایی است، که در حال حاضر به‌عنوان مدیر عامل اجرایی و رئیس هیئت مدیره شرکت انکانا فعالیت می‌کند. 